# Периодика на искусственных языках
Периодика на искусственных языках — периодические издания (обычно печатные), выходящие с заявленной периодичностью на искусственных языках. Как правило, в число преследуемых задач (разной степени приоритета) входит популяризация данного языка или лингвопроекта, информация о движении в его поддержку (в том числе по региональным и тематическим направлениям, составляющим специфику конкретного издания) и совершенствование языковой практики читателей.

## История
Первая газета на искусственном языке была выпущена на волапюке в 1881 году. С этого времени начинает регулярно выходить двуязычная газета «Weltspracheblatt — Volapükabled» (Волапюкский листок) — центральный орган волапюкского движения. С 1889 года газета выходит только на одном языке — волапюке (просуществовала до 1908 года). К 1889 году издавалось 26 журналов на этом конланге (выходило более 30 периодических изданий). В это время существовало более 30 периодических изданий обществ волапюка. Например, известны Volapükabled talik (Итальянский листок волапюк) и Volapükabled Zenodik.
В 1979 году Штефаном Маулем был основан журнал «Монато» на эсперанто. Первый номер вышел 15 января 1980 года, с тех пор он издаётся, как правило, один раз в месяц. Предшественником «Монато» был журнал «Семайно» («Semajno», в переводе с эсперанто «Неделя»), но он вышел всего один раз — 1 сентября 1978 года.
С 1992 по 2000 годы издавался научный журнал на клингоне HolQeD. Всего вышло 33 номера. В 2004 году был открыт языковой раздел в Википедия на клингонском языке, однако впоследствии она была перенесена на klingon.wikia.com (содержит 238 статей). У поисковой системы Google есть страница на клингоне. Также страница на этом языке выходит в немецком издании Deutsche Welle.
В 1971—2009 годах выходил интернет-журнал на вымышленном языке квенья Parma Eldalamberon («Книга эльфийских языков»; The Book of Elven-tongues), а с 1988 по 2007 годы выпускалось аналогичное издание Vinyar Tengwar («Новые письма»; News Letters; вышло 49 номеров).
В 1980-х годах выходила периодика на искусственном языке логлан: «Lognet» (1989—2000) и «La Logli». Они перестали издаваться после смерти создателя логлана в 2000 году, деятельность Института логлана практически приостановлена.

## Современность
В настоящее время из всех искусственных языков «живая» периодика, не связанная с печатными изданиями на естественных языках, имеется только на четырёх: эсперанто (общественно-политические журналы «Монато», «Контакто», «Sennaciulo» и литературные издания Beletra almanako, Literatura Foiro и др.), интерлингве (журнал «Panorama in Interlingua»), окцидентале (журнал «Cosmoglotta»), клингоне (Qo’noS QonoS «Хроники Кроноса»).
Есть примеры, когда журнал на конланге выпускаются для пиара или коммерческих целей. Так, издающийся с августа 2008 года на эсперанто иллюстрированный литературный журнал «Fenestro» (Окно) представляет собой вордовские файлы, которые авторы, оплатившие право быть опубликованными, могут сами распечатать.
Всего в мире на эсперанто выходит около 250 газет и журналов, многие ранее вышедшие номера можно бесплатно скачать на специализированном сайте Gazetejo.org. В России с 2000 до 2017 года выхидило издание Российского союза эсперантистов «Rusia Esperanto-Gazeto» (Российская эсперанто-газета), ежемесячный независимый журнал «La Ondo de Esperanto» (Волна эсперанто), международный журнал «Scienco kaj Kulturo» (Наука и культура) и ряд менее значимых изданий.
На волапюке выходит интернет-журнал «Volapop».
Существует сайт «Izviestija.info», на котором с 2011 года регулярно появляются новости на межславянском (словянском/новословенском) языке. С 2017 года выходит и научный журнал на межславянском, «Slovjani.info». До 2011 регулярно переводились новости и на сайте Интернет-газеты «Slovianska Gazeta» конланга словянски. На сайте «Zvestia» до 2010 появлялись новости, переведённые на искусственный язык словио.
В конце 1990-х годов стараниями чешских энтузиастов был возрождён издававшийся с 1922 по 1980-е годы журнал «Cosmoglotta» на языке окциденталь, ISSN 0010-9533 (к 2024 году вышло 332 номера).
С декабря 2009 года в Краснодаре на полисинтетическом конланге арахау с параллельным переводом на русский язык выходит литературный журнал «Asa» («Знание»). К 2018 году вышло 24 номера. С мая 2015 года в Калининграде на языке Арахау издаётся журнал «Апокриф» («Golor») (7 номеров за 2015—2021 гг.), с апреля 2014 года этот же журнал («toki insa») выходит на языке Токипона (5 номеров за 2015—2018 гг.) и liputenpo с 2021 года, в июне 2016 года вышел экспериментальный номер на пиктографическом языке Гингва. С середины 2014 года начал издаваться журнал «Jiva» («Жизнь») на конланге лидепла. В 2014 году вышло четыре номера (с частотой раз в месяц), с начала 2015 года изменилась частота выпуска. На декабрь 2018 года выпущено 11 номеров.